# Nus boa

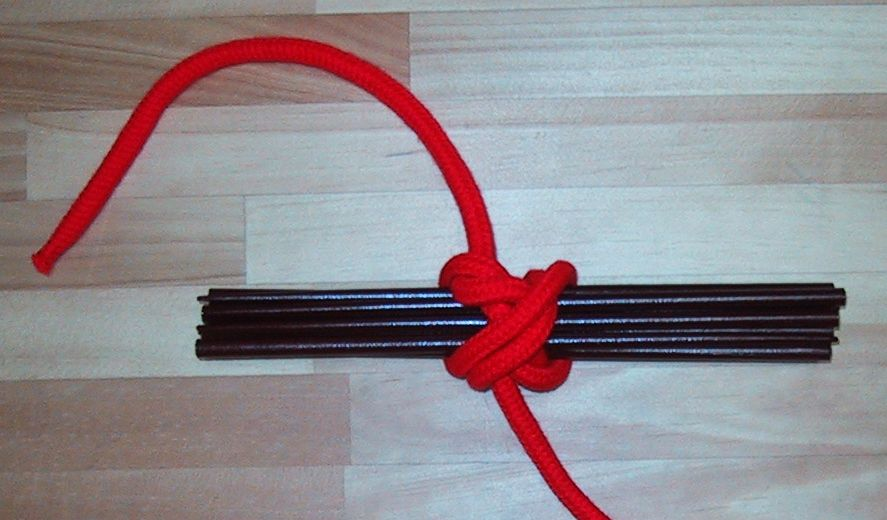
Nus boa.

El nus boa és un nus inventat pel teixidor Peter Collingwood el 1996. La seva intenció era desenvolupar un nus que es podria sostenir bé quan l'objecte restringit es reduís. El nus boa està relacionat amb un doble nus constrictor. Combina l'estructura i les qualitats d'aquests dos nusos. El nus boa és especialment utilitzat per assegurar càrregues d'objectes amb forma cilíndrica.

## Enllaços externs

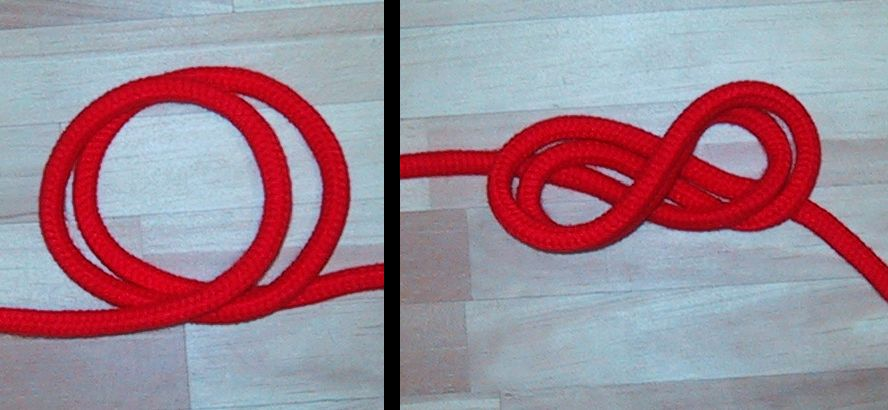
Nus boa pas a pas